# Burra (Australia)
Burra – miasto w Australii, w stanie Australia Południowa. Leży na wschód od Clare Valley w paśmie Bald Hills, części północnych gór Mount Lofty Ranges i na Burra Creek. Początkowo było to jedno miasteczko górnicze, które do 1851 stało się zbiorem miasteczek (firmowych, prywatnych i rządowych) znanych pod wspólną nazwą „The Burra”.